# Jordan Aviation
A Jordan Aviation é uma companhia aérea com sede em Amã, Jordânia. Ela opera voos charter em todo o mundo, fornece serviços de leasing com tripulação para grandes companhias aéreas que buscam capacidade adicional e também é uma importante fornecedora de transporte aéreo para as forças de paz da ONU. Sua base principal é o Aeroporto Internacional Rainha Alia, em Amã, de onde opera sua frota de aeronaves Wide Body e Narrow Body. Além disso, possui seu próprio MRO, que faz parte do Centro Técnico e de Operações inaugurado em outubro de 2010.

## História

Logotipo antigo da Jordan Aviation

A companhia aérea foi estabelecida como uma empresa em 1998 e ganhou seu Certificado de Operador Aéreo em 2000, iniciando suas operações em outubro daquele ano. Ela lançou serviços de Amã como a primeira companhia aérea charter privada na Jordânia. A Jordan Aviation opera uma rede de rotas variada com um AOC mundial. Os Soldados da Paz da ONU são transportados extensivamente nas várias aeronaves da Frota e a empresa também está envolvida no "arrendamento com tripulação" de aeronaves para transportadoras aéreas que precisam de capacidade extra. Os voos fretados da Holiday também são operados a partir de suas bases em Amã.
A Jordan Aviation é propriedade de Mohamed Al-Khashman (Presidente e CEO) e Hazem Alrasekh, e tem mais de 900 funcionários (em junho de 2012). A empresa cresceu consideravelmente, como mostra a lista de frotas abaixo. Um Airbus A330-200 juntou-se à frota em março de 2012 e isso será seguido por aeronaves adicionais planejadas para entrar em serviço no próximo trimestre, um Airbus A320-200 e um Boeing 737-300. A expansão para outros segmentos de mercado está em andamento.

## Destinos
Desde fevereiro de 2021, a Jordan Aviation opera para os seguintes destinos:

### Egito
- Cairo - Aeroporto Internacional do Cairo

### Iraque
- Bagdá - Aeroporto Internacional de Bagdá

### Jordânia
- Amã - Aeroporto Internacional Rainha Alia
- Aqaba - Aeroporto Internacional King Hussein

### Kuwait
- Cidade de Kuwait - Aeroporto Internacional do Kuwait

### Turquia
- Istambul - Aeroporto de Istambul

### Emirados Árabes Unidos
- Dubai - Aeroporto Internacional de Dubai

## Frota

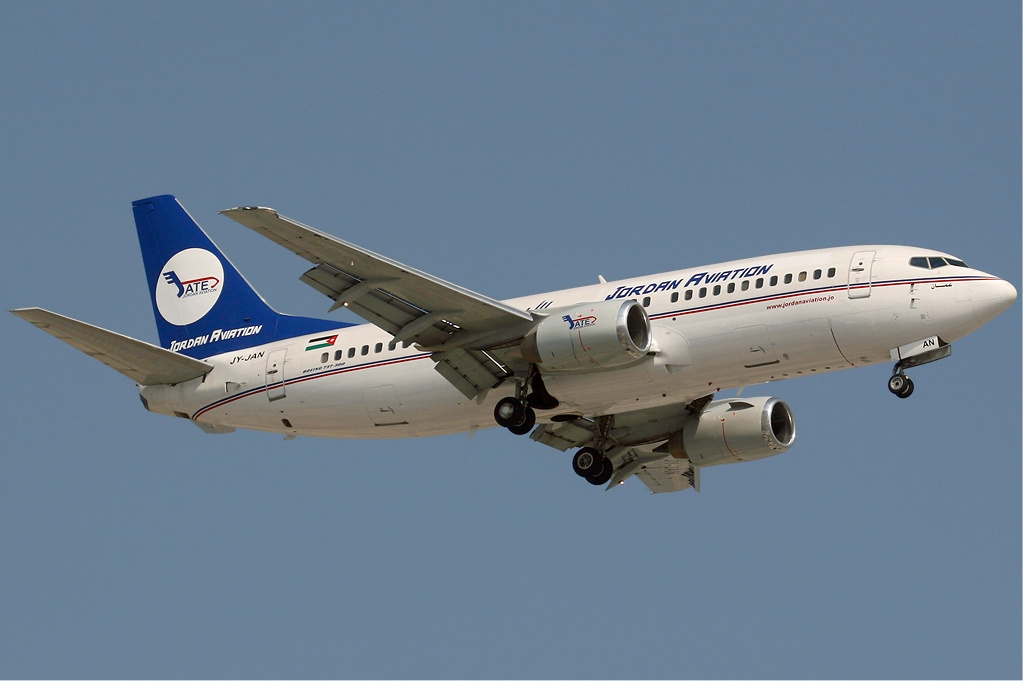
Um Boeing 737-300 da Jordan Aviation em 2009

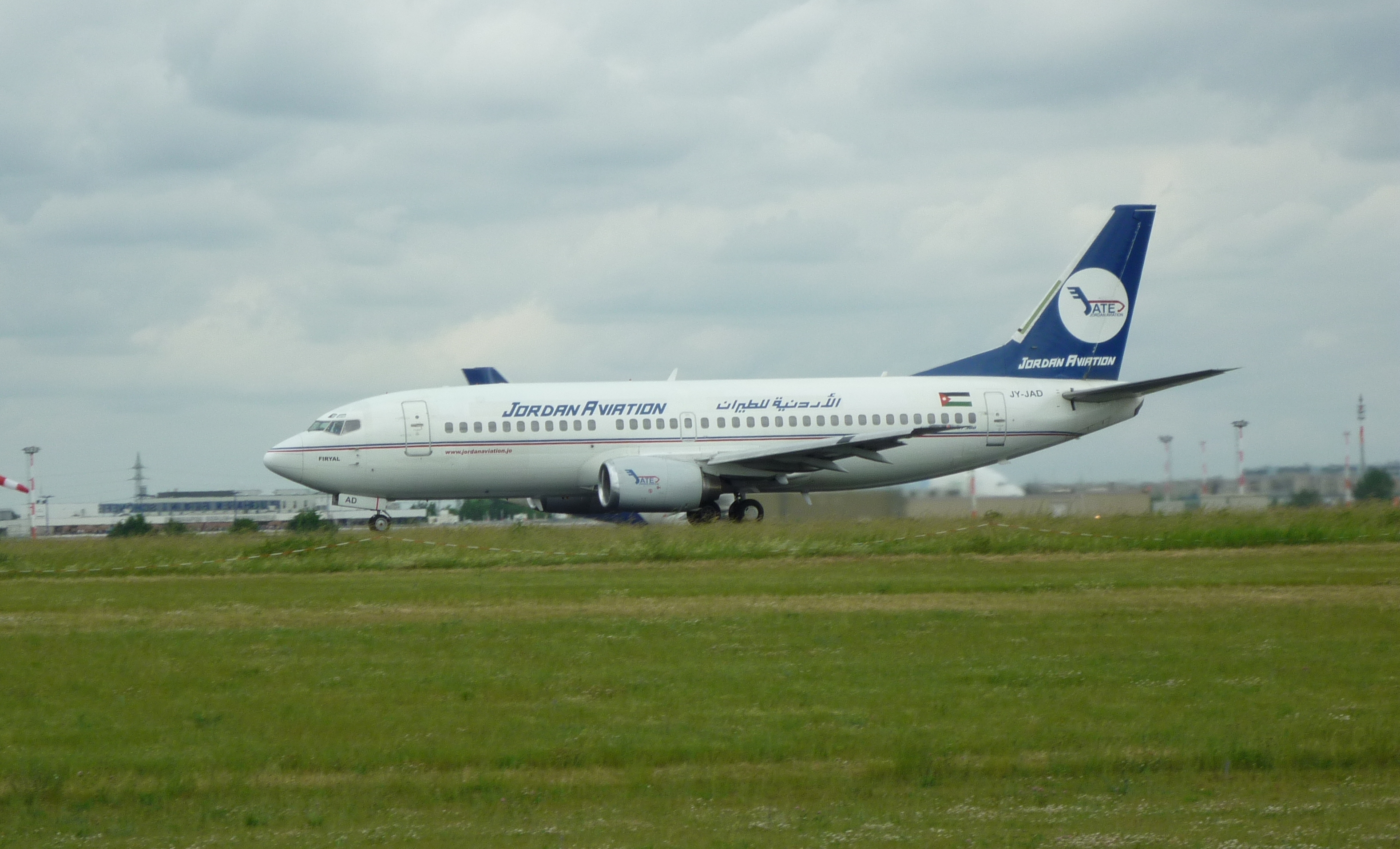
Um Boeing 737-400 da Jordan Aviation em 2010

A frota da Jordan Aviation consiste nas seguintes aeronaves (Agosto de 2019):
| Aeronaves        | Em Serviço | Ordens | Passageiros | Notas |
| ---------------- | ---------- | ------ | ----------- | ----- |
| Airbus A320-200  | 3          | –      | 168         |       |
| Airbus A330-200  | 2          | –      | 237         |       |
| Boeing 737-300   | 3          | –      | 148         |       |
| Boeing 737-400   | 1          | –      | 168         |       |
| Boeing 767-200ER | 2          | –      | 247         |       |
| Total            | 11         | –      |             |       |